# マルツ電波
株式会社マルツ電波（マルツでんぱ）は、電気通信設備/電気設備/空調設備の設計・施工及び保守管理を行う電気設備施工業者である。創業時の事業は無線機および電子部品販売（いわゆるアマチュア無線ショップ）であり、店舗は「マルツ電波」の商号で知られた。業容拡大に伴い同事業を子会社化すべく設立したマルツエレック株式会社に移管したのちに、既存の「マルツ電波」全店舗を「マルツパーツ館」に改称した。電子部品通販サイトも運営している。
本社所在地は福井県福井市豊島二丁目7‐4。
地方都市の電子部品専門店空白地帯に進出して空白域を解消しつつある。
電子工作愛好家のような個人を対象とした電子部品の店頭販売での小売業としては最大手である。
近年では出版社とタイアップした商品企画や独自ブランドの電子製品の開発、販売にも進出する。

## 店舗
- マルツパーツ館 - マルツエレック株式会社により運営されている

FC加盟による店舗運営
- ドコモショップ
- HARD OFF
- BOOK OFF
- OFF・HOUSE

## 通販
- マルツオンライン - マルツエレック株式会社により運営されている

## 歴史
- 昭和22年5月1日 ‐ 創業
- 昭和35年8月	株式会社マルツ電波商会に改組
- 昭和42年4月	一般建設業許可福井県知事（ヲ）第2328号
- 昭和47年9月	株式会社マルツ電波と社名変更
- 昭和55年12月	敦賀市三島町に敦賀店を開店（現マルツパーツ館福井敦賀店）
- 昭和57年6月	静岡市八幡に静岡店を開店（現マルツパーツ館静岡八幡店）
- 昭和57年11月	仙台市青葉区国分町に河北通信工業株式会社を設立
- 昭和59年7月	福井市二の宮に二の宮店を開店（現マルツパーツ館福井二の宮店）
- 昭和60年3月	浜松市高林に高林店を開店（現マルツパーツ館浜松高林店）
- 昭和63年2月	金沢市間明町に金沢西インター店を開店（現マルツパーツ館金沢西インター店）
- 平成7年9月	福井市豊島に株式会社マルツ設備を設立
- 平成10年3月	石川郡野々市町堀内にハードオフ野々市店を開店
- 平成11年9月	泉佐野市羽倉崎にブックオフ大阪泉佐野羽倉崎店を開店
- 平成11年12月	高岡市鐘紡町にハードオフ高岡鐘紡町店を開店
- 平成12年4月	金沢市諸江中丁にハードオフ金沢諸江店を開店
- 平成12年7月	富山市二口町にハードオフ富山掛尾店を開店
- 平成12年8月	吹田市朝日町にブックオフ吹田駅前店を開店
- 平成12年9月	尼崎市武庫豊町に尼崎営業所を開設
- 平成13年9月	摂津市千里丘にブックオフ千里丘駅西口店を開店 敦賀市三島町に敦賀営業所を開設
- 平成14年4月	山形市山家本町に河北通信工業株式会社　山形出張所を移転開設（平成13年1月開設）
- 平成14年7月	千代田区外神田にマルツパーツ館秋葉原店を開店
- 平成14年8月	特機部福井・敦賀営業所・管理部にてISO9001認証取得 認証番号：MSA-QS-1721
- 平成14年10月	石川郡野々市町堀内にオフハウス野々市店を開店
- 平成15年7月	尼崎営業所にてISO9001追加認証取得
- 平成15年8月	福井市豊島にリンクマン株式会社設立
- 平成15年11月	名古屋市西区上小田井にマルツパーツ館名古屋小田井店を開店
- 平成15年12月	大阪市浪速区日本橋にマルツパーツ館大阪日本橋店を開店
- 平成16年5月	京都市下京区中之町にマルツパーツ館京都寺町店を開店
- 平成16年8月	マルツパーツ館Web-Shopを開店
- 平成17年2月	千代田区外神田にマルツパーツ館秋葉原2号店を開店
- 平成17年10月	福井市二の宮にドコモショップ二の宮店を移転開店（平成8年3月開店）大野市中挾にドコモショップ大野店を移転開店（平成9年9月開店）
- 平成17年11月	勝山市元町にドコモショップ勝山店を移転開店（平成12年7月開店）
- 平成18年11月	富士宮市淀平町にドコモショップ宮北店を移転開店（平成12年7月開店）
- 平成20年4月	富山市豊田本町にハードオフ富山豊田店を開店 富山市豊田本町に富山営業所を移転開設（平成17年4月開設）
- 平成20年7月	清須市朝日弥生に名古屋営業所を移転開店（平成8年4月開設）三重県松阪市に三重営業所を開設
- 平成21年3月	金沢市諸江町にオフハウス金沢諸江店を開店
- 平成21年4月	マルツパーツ館福井本店がマルツパーツ館福井二の宮店に移転統合
- 平成21年6月	仙台市青葉区上杉にマルツパーツ館仙台上上杉店を移転開店（平成16年12月開店）
- 平成21年8月	福岡市博多区千代にマルツパーツ館博多千代店を開店
- 平成21年11月	秋田市山王中園町に河北通信工業株式会社秋田営業所を移転開設（平成9年12月開設）
- 平成22年4月	埼玉県朝霞市に関東営業所を開設 石川郡野々市町に金沢営業所を移転開設（平成14年4月開設）
- 平成22年8月	リンクマン株式会社をマルツエレック株式会社に社名変更
- 平成22年12月	東京事務所・マルツメイク館を移転開設（平成17年12月開設）福井市豊島に新館を建設し特機部・管理部を移転開設
- 平成23年2月	マルツエレック株式会社（株式会社マルツ電波100%出資子会社）に電子部品・PC販売部門を営業譲渡
- 平成23年5月	伊丹市鋳物師に関西営業所(旧尼崎営業所)を移転開設(平成12年9月開設)
- 平成23年8月	青森市花園に河北通信工業株式会社青森営業所を移転開設（平成16年7月開設）ISO9001の審査機関・認証組織の変更（認証番号：ISAQ571　認証組織：本社、特機部、管理部）
- 平成23年10月	金沢市上安原に金沢営業所を移転開設（平成14年4月開設）丸通電子科技香港有限公司設立
- 平成23年11月	谷口電気株式会社（株式会社マルツ電波100%出資子会社）を営業譲受
- 平成24年2月	本社、特機部、管理部にてISO14001認証取得（認証番号：ISAE201）
- 平成24年10月	富山市天正寺にハードオフ/オフハウス富山天正寺店を開店
- 平成24年11月	金沢市諸江町にハードオフ/オフハウス/ホビーオフ金沢諸江店を開店